# Felicola subrostratus
Felicola subrostratus är en insektsart som först beskrevs av Hermann Burmeister 1838.  Felicola subrostratus ingår i släktet Felicola och familjen pälslöss. Inga underarter finns listade i Catalogue of Life.